# Medway (borough)

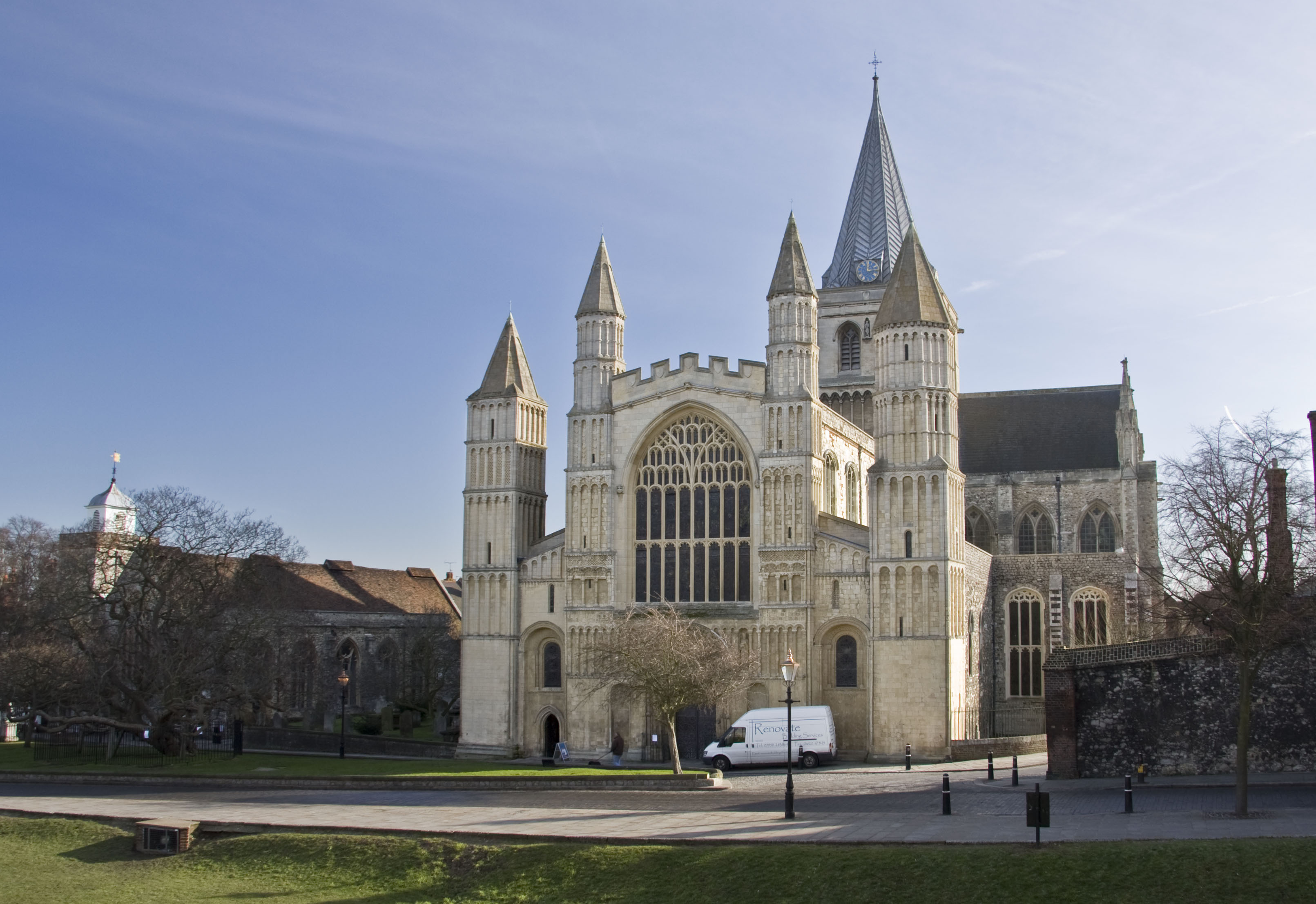
Katedra Rochester

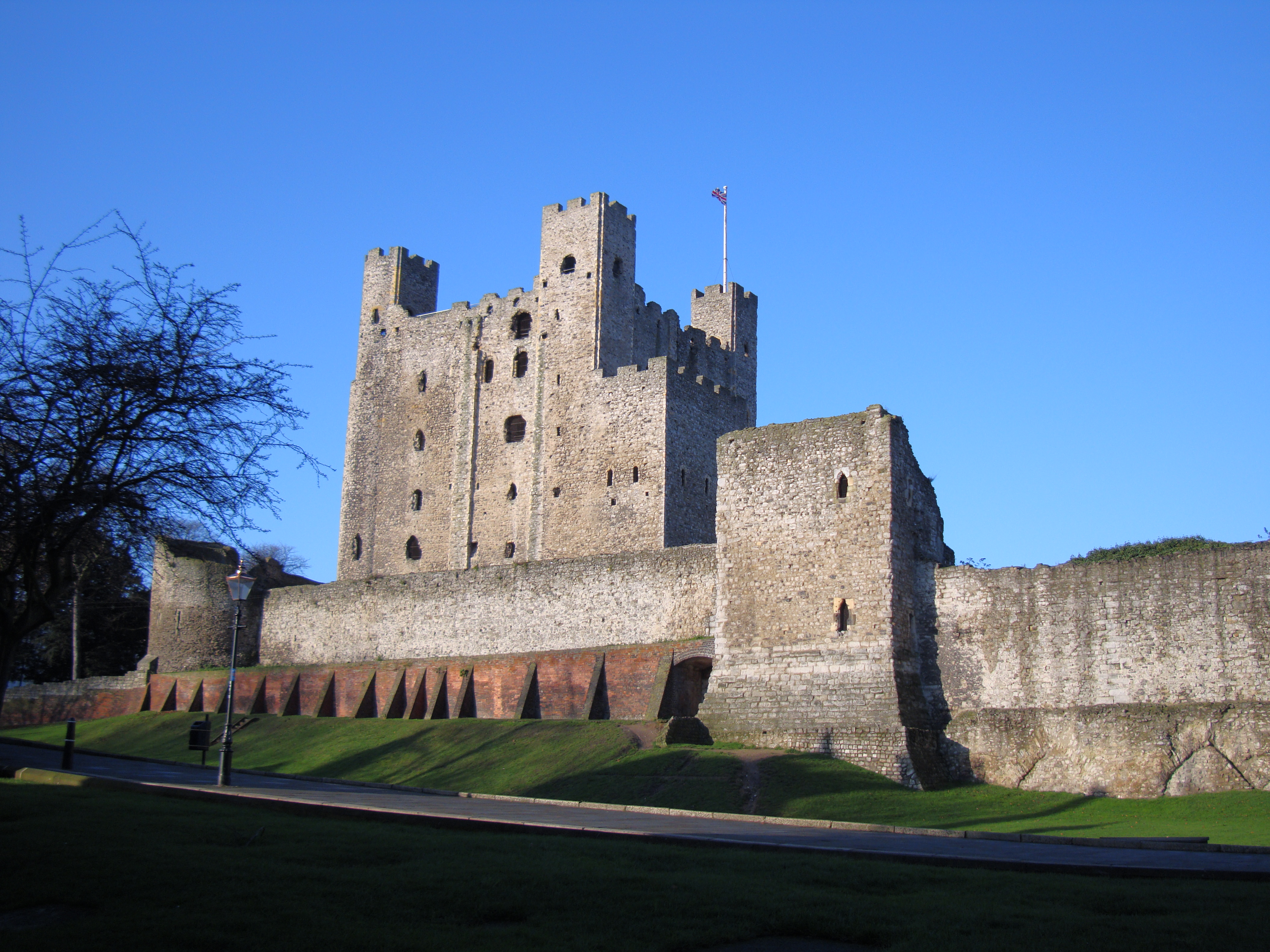
Zamek Rochester

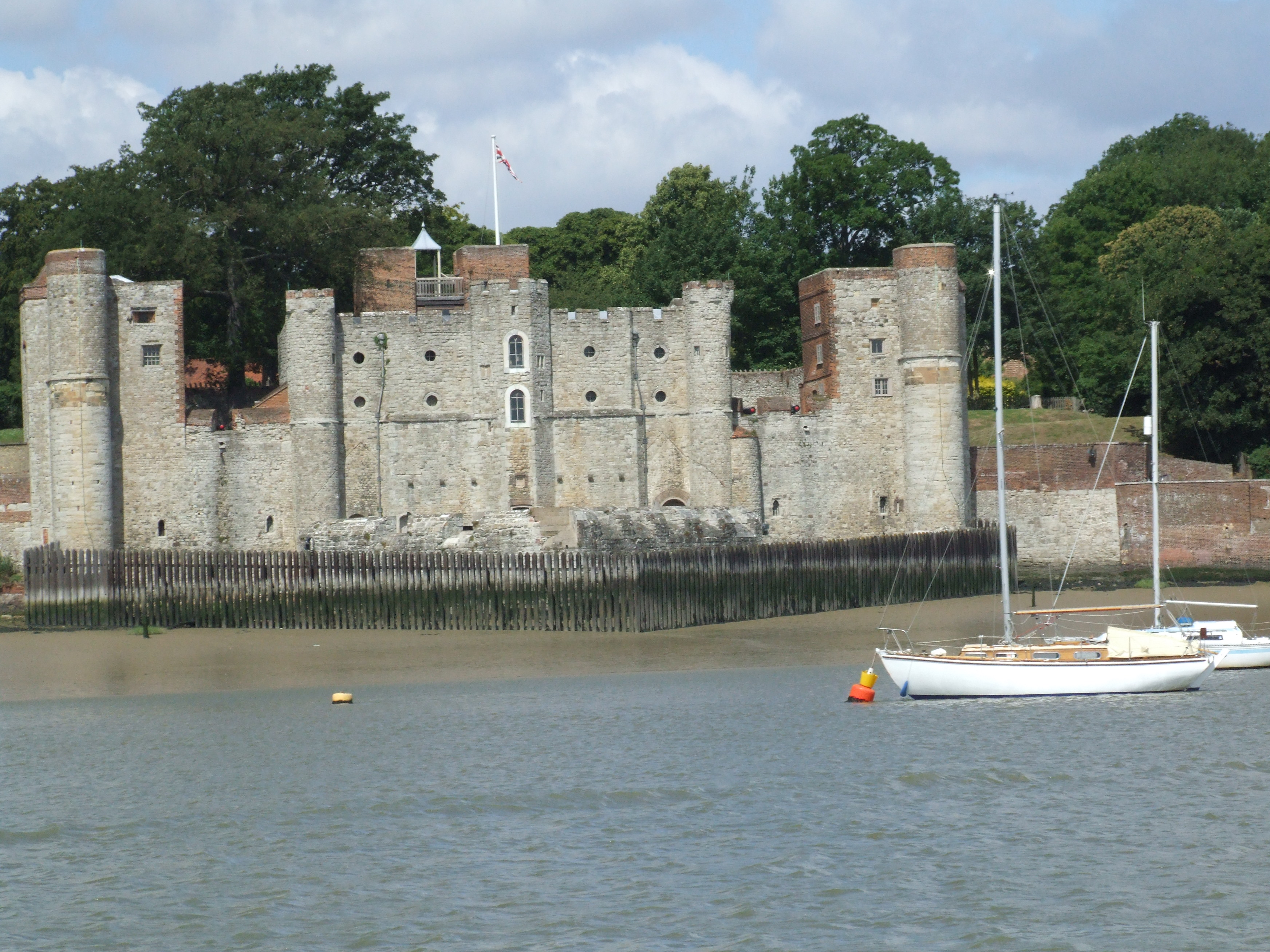
Zamek Upnor

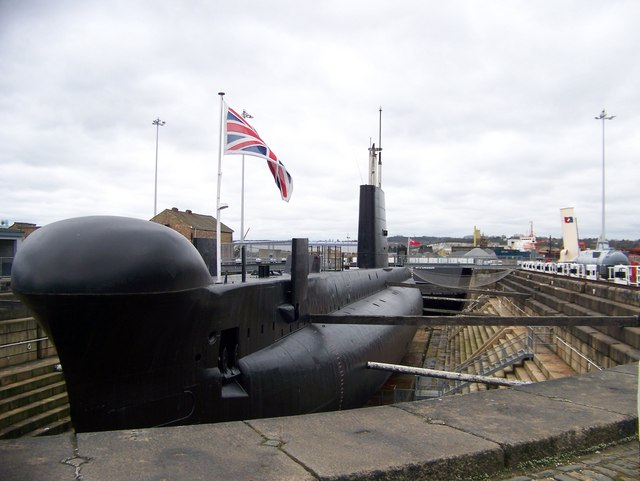
HMS Oceloat w Chatham Historic Dockyard

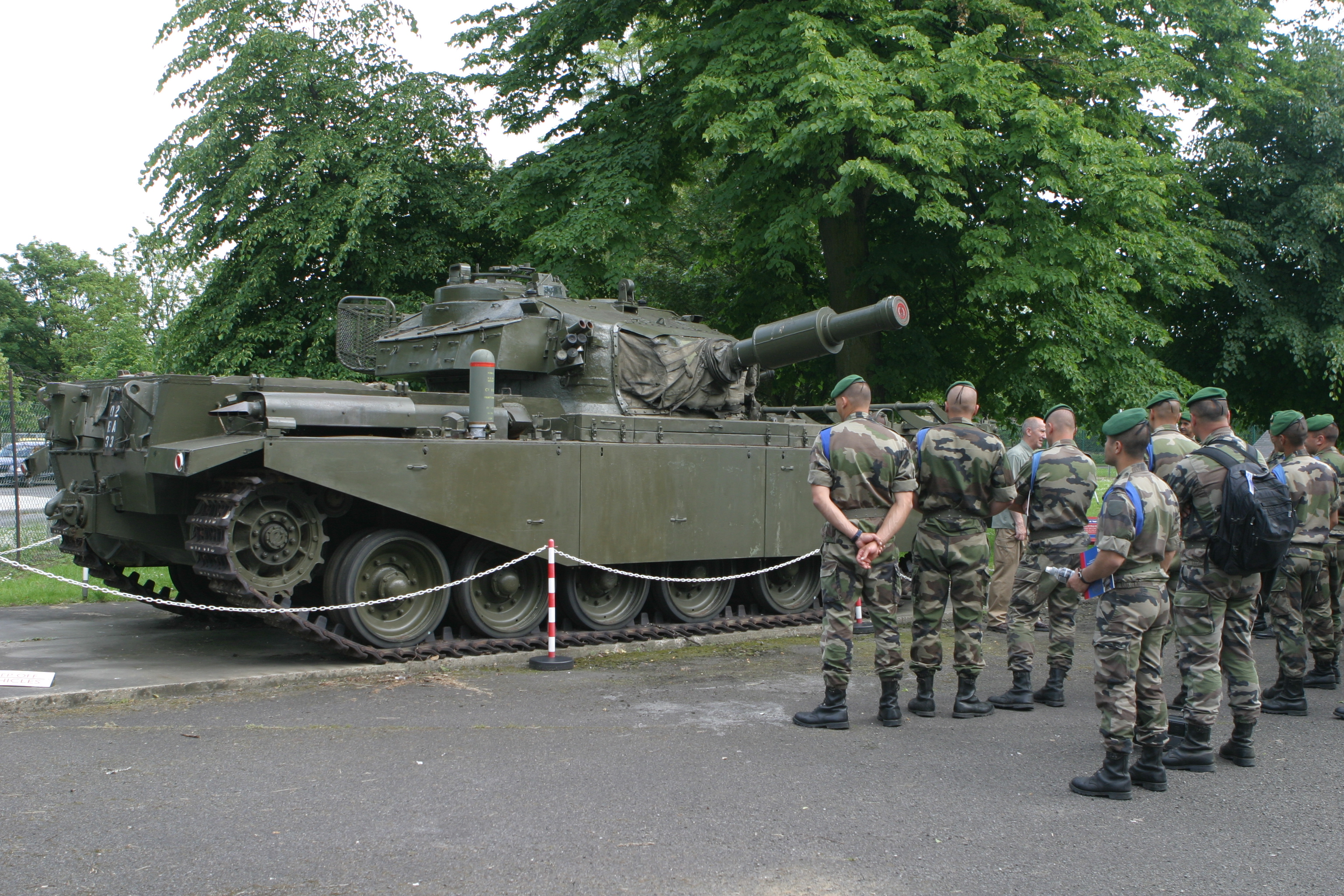
Czołg Centurion w Royal Engineers Museum

Borough of Medway – dystrykt o statusie borough i unitary authority w hrabstwie ceremonialnym Kent w Anglii, nad rzeką Medway. Centrum administracyjne dystryktu znajduje się w Chatham.
Dystrykt ma powierzchnię 192,03 km², od północy graniczy przez rzeką Tamizę z dystryktami Thurrock i Castle Point w hrabstwie Essex, od zachodu z dystryktem Gravesham, od południa z dystryktami Tonbridge and Malling i Maidstone, zaś od wschodu z dystryktem Swale – wszystkie w hrabstwie Kent. Zamieszkuje go 263 925 osób.
Na terenie dystryktu znajduje się katedra Rochester której początki sięgają VII wieku i działająca przy niej druga najstarsza szkoła w Europie – King’s School. Niedaleko katedry znajduje się pochodzący z XII wieku normański zamek Rochester.  Nad rzeką Medway znajduje się zamek Upnor. W Chatham znajduje się  muzeum marynistyczne Chatham Historic Dockyard m.in. z trzema okrętami-muzeum. W tym samym mieście znajduje się główna siedziba Korpusu Inżynierów Królewskich Armii Brytyjskiej (Royal Engineers), przy niej działa Royal School of Military Engineering,
zaś w Gillingham znajduje się Royal Engineers Museum.
W Chatham znajdują się wydziały uniwersytetów  Canterbury Christ Church University, University of Greenwich i University of Kent, które mieszczą się w jednym budynku, zaś ich partnerstwo nosi nazwę Universities at Medway. Ponadto w Rochester znajduje się kampus University for the Creative Arts.

## Podział administracyjny
Dystrykt obejmuje miasta Chatham, Gillingham, Rainham, Rochester i Strood oraz 11 civil parish:
- Allhallows
- Cliffe and Cliffe Woods
- Cooling
- Cuxton
- Frindsbury Extra
- Halling
- High Halstow
- Hoo St Werburgh
- St James, Isle of Grain
- St Mary Hoo
- Stoke

Dystrykt dzieli się na 22 okręgi wyborcze:
| - Chatham Centra - Cuxton and Halling - Gillingham North - Gillingham South - Hempstead and Wigmore - Lordswood and Capstone - Luton and Wayfield - Peninsula - Princes Park - Rainham Centra - Rainham North | - Rainham South - River - Rochester East - Rochester South and Horsted - Rochester West - Strood North - Strood Rural - Strood South - Twydall - Walderslade - Watling |

## Demografia
W 2011 roku dystrykt Medway miał 263 925 mieszkańców. Zgodnie ze spisem powszechnym z 2011 roku dystrykt zamieszkiwało 1731 osób urodzonych w Polsce.
Podział mieszkańców według grup etnicznych na podstawie spisu powszechnego z 2011 roku:
| - Biali Brytyjczycy: 225 654 (85,5%) - Biali Irlandczycy: 1946 (0,7%) - Irish Travellers: 510 (0,2%) - Pozostali biali: 8469 (3,2%) - Mieszani Karaibowie: 1730 (0,7%) - Mieszani Afrykanie: 735 (0,3%) - Mieszani Azjaci: 1546 (0,6%) - Pozostali mieszani: 1165 (0,4%) - Hindusi: 7132 (2,7%) | - Pakistańczycy: 1516 (0,6%) - Banglijczycy: 1304 (0,5%) - Chińczycy: 1065 (0,4%) - Pozostali Azjaci: 2598 (1,0%) - Czarni Afrykanie: 4742 (1,8%) - Czarni Karaibowie: 1428 (0,5%) - Pozostali czarni: 493 (0,2%) - Arabowie: 517 (0,2%) - Pozostałe grupy etniczne: 1375 (0,5%) |

Podział mieszkańców według wyznania na podstawie spisu powszechnego z 2011 roku:
- Chrześcijaństwo –  57,8%
- Islam – 2,0%
- Hinduizm – 1,0%
- Judaizm – 0,1%
- Buddyzm – 0,4%
- Sikhizm – 1,5%
- Pozostałe religie – 0,5%
- Bez religii – 29,9%
- Nie podana religia – 6,8/%

## Transport i komunikacja

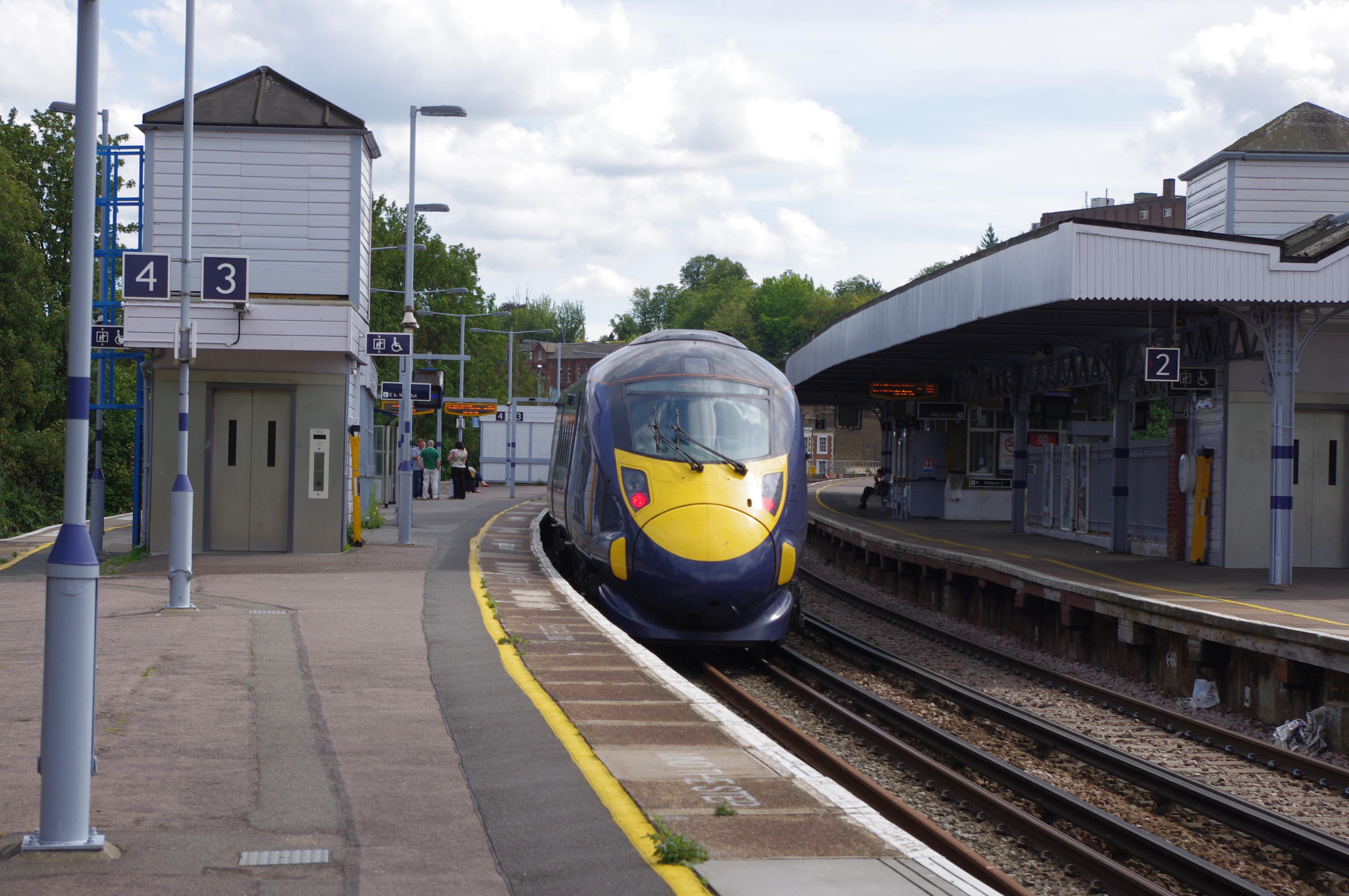
Stacja Rochester

Na terenie dystryktu znajdują się następujące stacje kolejowe:
- Chatham
- Cuxton
- Gillingham
- Halling
- Rainham
- Rochester
- Strood

Większość z nich (oprócz Cuxton i Halling) obsługuje linie kolei dużej prędkości High Speed 1, na której jeżdżą pociągi Southeastern Highspeed, z tą różnicą, że poruszają się ŧutaj zwykłymi torami i dopiero na stacji Ebbsfleet International w dystrykcie Dartford
wjeżdżają na linię High Speed.
Przez dystrykt przechodzi autostrada M2.

## Inne miejscowości
Allhallows, Chattenden, Cliffe Woods, Cliffe, Cooling, Cuxton, Frindsbury, Halling, Hempstead, High Halstow, Hoo St Werburgh, St Mary Hoo, Stoke, Twydall, Upnor, Upper Bush, Wainscott.